# Rude (chanson)
Pour les articles homonymes, voir Rude.
Singles de Magic!
Don't Kill the Magic
(2014)
Rude est une chanson du groupe de reggae fusion canadien Magic!. Sorti le 11 octobre 2013, en tant que premier single de leur premier album studio Don't Kill the Magic, le titre est devenu un succès commercial pendant l'été 2014, atteignant notamment la première position du Billboard Hot 100.
La chanteuse américaine Madilyn Bailey a repris le titre.
En avril 2016, le groupe annonce sur leur compte Twitter, que le clip-vidéo a atteint le milliard de visionnages sur YouTube.